# Antonio José Amar y Borbón
Antonio José Amar y Borbón (Saragossa, 13 d'agost de 1742 - 1818) va ser un militar espanyol, virrei de Nova Granada entre 1802 i 1810 i president de la Reial Audiència de Santafé. Va ser deposat i arrestat després de l'episodi conegut com el Florerode Llorente, succés revolucionari que es considera la fi del règim colonial d'Espanya a Nova Granada.

## Biografia
Era fill de José Amar y Arguedas, metge de Ferran VI i de Carles III, i de María Ignacia Borbón y Vallejo, va ser batejat com Antonio Joseph Theodoro Miguel Benito Cristóbal Amar y Borbón en Zaragoza, el 24 de març de 1742. El seu avi, Miguel Borbón y Berné també havia estat metge de Ferran VI. La seva germana, Josefa Amar y Borbón, va ser una coneguda il·lustrada i feminista aragonesa.
En 1762, a l'edat de vint anys, va ingressar com a cadet al Regiment de Cavalleria de Farnesio, on va obtenir diversos rangs fins a rebre el de brigadier al cap de més de 31 anys de servei. En 1770 va ser nomenat cavaller de l'Orde de Sant Jaume. Va participar en el setge de Gibraltar, en 1779, i en la Guerra Gran contra la França revolucionària en 1792 (Primera Coalició), on es va destacar en cobrir la rereguarda de les tropes espanyoles fins a Tolosa, a la frontera de Guipúscoa, en 1794. En 1802, sent mariscal de camp, va ser fet tinent general dels Reials Exèrcits. En aquest mateix any, mentre exercia la comandància de Guipúscoa, va ser nomenat, mitjançant Reial decret del 26 de juliol, com virrei, governador i capità general del Virregnat de Nova Granada, a més de president de la Reial Audiència de Santafé.
La seva administració es divideix en dues fases, delimitades per la conjuntura revolucionària que va afectar Espanya i a les seves colònies a conseqüència de la invasió napoleònica a la península en 1808. Durant la primera fase, que va de 1803 a 1808, entre altres accions de govern, va donar continuïtat a la Reial Expedició Botànica, va introduir en el virregnat la vacuna per a la verola i va emprendre la reconstrucció de la Catedral Metropolitana de Santafé. En la segona fase, que es va perllongar fins al 20 de juliol de 1810, el virrei va haver d'afrontar el procés de desestabilització i fractura del poder espanyol a les colònies americanes.
Encara que en les colònies, i particularment a Santafé, va haver-hi consens respecte a la fidelitat a Ferran VII, el buit de poder que va seguir la crisi de la monarquia va afeblir a les autoritats colonials i va enfortir social i políticament a l'oligarquia criolla. Els uns i els altres desconfiaven de possibles reaccions de suport a favor dels francesos. El virrei no va accedir al desig dels criolls d'organitzar forces militars per a la defensa d'un eventual atac francès, la qual cosa, sumat a altres circumstàncies, va fer que se l'acusés d'adhesió als francesos. L'agost de 1809 va haver de fer front a la instal·lació de la Primera Junta de Govern Autònoma de Quito, els dirigents del qual van ser executats.
Després de les revoltes del 20 de juliol de 1810 a Santafé, és deposat del seu càrrec com a virrei i nomenat president de la junta de Govern, però el 26 del mateix, a causa d'un fals rumor que ho acusava de voler emprendre un contraatac, i malgrat que la Junta va demostrar que el rumor era fals, va ser fet presoner juntament amb la seva esposa, Francisca Villanova, amb la finalitat de contenir al poble. El 15 d'agost d'aquest any és conduït a Cartagena d'Índies per ser posteriorment exiliat a Espanya.
En 1816, és condecorat amb la Gran creu de l'Orde de Sant Hermenegild i en aquest mateix any, cavaller Gran creu de l'Orde d'Isabel la Catòlica. En setembre de 1820 fou nomenat capità general d'Aragó, però el 29 d'octubre de 1821 fou destituït pels constitucionalistes.